# Liste der kyrkliga Kulturminnen in Ronneby (Gemeinde)
Diese Liste der kyrkliga Kulturminnen in Ronneby (Gemeinde) zeigt die kirchlichen Kulturdenkmale (schwedisch kyrkliga Kulturminnen) der Gemeinde Ronneby in der schwedischen Provinz Blekinge län mit den Ortschaften (schwedisch tätorter) Bräkne-Hoby, Johannishus, Kallinge, Listerby, Ronneby und Ronnebyhamn. Es werden die kirchlichen Kulturdenkmale aufgeführt, die auf dem nationalen Denkmalregister (schwedisch Bebyggelseregistret - BeBR) gelistet sind, welches weitere Informationen zu den registrierten Kirchendenkmälern enthält.

## Begriffserklärung
Kyrkliga kulturminnen (schwedisch für kirchliche Kulturdenkmale) sind in Schweden Bauwerke mit einer direkten Beziehung als religiöse Stätte oder einer religiösen Praxis. Im Gesetz über die kulturelle Umwelt ist festgelegt, dass der kulturelle und historische Wert, das Aussehen und der Charakter von Kirchengebäuden und -geländen erhalten bleiben müssen, insbesondere wenn sie vor 1940 gebaut oder angelegt wurden. Als kyrkliga Kulturminnen zählen u. a. Kirchengebäude und benachbarte Friedhöfe, Kirchhöfe und andere religiöse Stätten, welche dauerhaft oder vollständig in religiöse Praxis einbezogen sind; dabei können Teile dieser Denkmale auch als Einzeldenkmal unter Byggnadsminnen (schwedisch für Baudenkmale) oder ehemalige und verlassene Teile unter Fornminnen (schwedisch für alte/antike Denkmale oder archäologische Funde) registriert sein.

## Legende

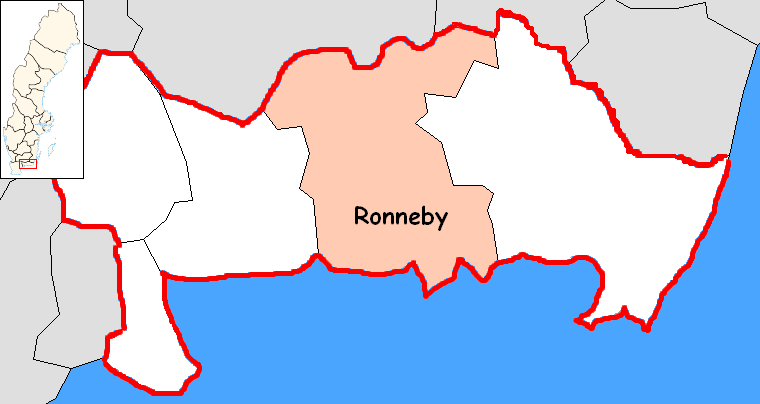
Lage der Gemeinde Ronneby

| ID           | = | ID.Nr. des Denkmalregisters (BeBR) im „Swedish National Heritage Board“ (Riksantikvarieämbetet (RAÄ)) |
| Lage         | = | Adresse, Flurstück und Koordinatenangabe des Standorts                                                |
| Bezeichnung  | = | Bezeichnung/Name des Kirchenbauwerks/der religiösen Stätte in Landessprache (schwedisch)              |
| Beschreibung | = | deutscher Name (Funktion/Baujahr, wenn bekannt) sowie eine kurze Beschreibung des Objekts             |
| Bild         | = | Bild des Objekts sowie Verweis auf weitere Bilder                                                     |

## Gemeinde Ronneby
| ID             | Lage                                                            | Bezeichnung       | Beschreibung | Bild           |
| -------------- | --------------------------------------------------------------- | ----------------- | --- | -------------- |
| 21300000003535 | Värendsvägen 34 370 11 Backaryd (Backaryd 1:70) (Karte)         | Backaryds kyrka   | Kirche Backaryd (Kirche mit Friedhof um 1630 und Glockenturm um 1665; 1799) Die heutige Kirche von Backaryd liegt auf der Ostseite der Värendsvägen und wurde 1795-1799 im neoklassizistischen Stil als dreischiffige Chorkirche erbaut, 1885-1887 wurde sie im Osten um eine Sakristei erweitert aus dieser Zeit stammt auch der Altaraufsatz im Innern. 1938 und 1973 wurde die Kirche restauriert und die Innenräume neugestaltet, das Äußere ist weitestgehend erhalten geblieben. Auf der gegenüberliegende Seite befindet sich das Gelände der alten Kirche aus dem 17. Jh., wo sich heute noch der Friedhof und der um 1665 errichtete hölzerne Glockenturm befindet, in welchem sich seit 1998 ein kleines Museum (auch als schwedisch Klockhus museum bekannt) befindet. Darin sind u. a. Opfergaben aus dem 17. Jh., ein hölzernes Taufbecken von 1798 und die alte Glocke von 1794, welche bis 1928 im Glockenturm hang, ausgestellt. | Weitere Bilder |
| 21300000003542 | Kyrkvägen 1 372 63 Bräkne-Hoby (Hoby 26:2) (Karte)              | Bräkne-Hoby kyrka | Kirche Bräkne-Hoby (Kirche mit Friedhof, 1868-1872) bitte Beschreibung ergänzen | Weitere Bilder |
| 21300000003545 | Edestadsvägen 40 372 95 Johannishus (Edestad 4:3) (Karte)       | Edestads kyrka    | Kirche Edestad (Kirche mit Friedhof, um 1250; 15. Jh.) bitte Beschreibung ergänzen | Weitere Bilder |
| 21300000003546 | Vävarevägen 3 370 17 Eringsboda (Norra Eringsboda 1:85) (Karte) | Eringsboda kyrka  | Kirche Eringsboda (Kirche mit Friedhof, 1847-1849) bitte Beschreibung ergänzen | Weitere Bilder |
| 21300000003548 | Tvingvägen 28 372 95 Johannishus (Hjortsberga 4:1) (Karte)      | Hjortsberga kyrka | Kirche Hjortsberga (Kirche mit Friedhof, um 1200) bitte Beschreibung ergänzen | Weitere Bilder |
| 21300000003550 | Byvägen 9 372 74 Listerby (Listerby 1:5) (Karte)                | Listerby kyrka    | Kirche Listerby (Kirche mit Friedhof, 1849) bitte Beschreibung ergänzen | Weitere Bilder |
| 21300000003552 | Prästgårdsgatan 1 372 30 Ronneby (Ronneby 25:7) (Karte)         | Heliga Kors kyrka | Heilig-Kreuz-Kirche Ronneby (Kirche mit Friedhof, 12. Jh.) bitte Beschreibung ergänzen | Weitere Bilder |
| 21300000003555 | Skärgårdsvägen 1 372 97 Ronneby (Saxemara 1:53) (Karte)         | Saxemara kyrka    | Kirche Saxemara (Kirche mit Friedhof, 1939) bitte Beschreibung ergänzen | Weitere Bilder |
| 21300000003783 | Eringsbodavägen 3a 372 92 Kallinge (Bredåkra kyrka 2:2) (Karte) | Bredåkra kyrka    | Kirche Bredåkra (Kirche mit Friedhof, 1937-1939) bitte Beschreibung ergänzen | Weitere Bilder |
| 21300000003785 | Kyrkvägen 2 372 53 Kallinge (Kallinge kyrka 2:1) (Karte)        | Kallinge kyrka    | Kirche Kallinge (Kirche, 1939) bitte Beschreibung ergänzen | Weitere Bilder |
| 21300000003787 | Kyrkbyvägen 15 370 12 Hallabro (Öljehult 2:39) (Karte)          | Öljehults kyrka   | Kirche Öljehult (Kirche mit Friedhof, 1840) bitte Beschreibung ergänzen | Weitere Bilder |
| 21300000010877 | Eringsbodavägen 113 372 92 Kallinge (Möljeryd 2:42) (Karte)     | Möljeryds kyrka   | Kirche Möljeryd (Kirche mit Kirchhof, 1894/1928) bitte Beschreibung ergänzen | Weitere Bilder |
| 21300000019724 | Vambåsavägen 1 372 95 Johannishus (Förkärla 16:1) (Karte)       | Förkärla kyrka    | Kirche Förkärla (Kirche mit Friedhof, 13. Jh.) bitte Beschreibung ergänzen | Weitere Bilder |